# Maxime Bernier

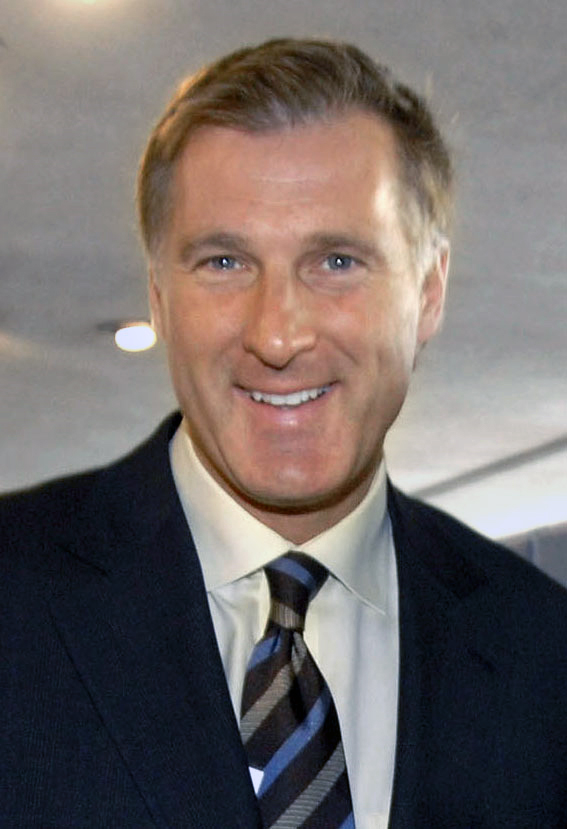
Maxime Bernier

Maxime Bernier  (* 18. Januar 1963 in Saint-Georges, Québec) ist ein kanadischer Politiker. Er ist der Gründer und Parteivorsitzender (Stand 2025) der Volkspartei Kanadas.

## Leben
Der Sohn des ehemaligen Abgeordneten des Unterhauses Gilles Bernier studierte nach dem Schulbesuch zunächst Handelsbetriebslehre an der Université du Québec à Montréal (UQAM) und schloss dieses mit einem Bachelor of Arts (B.A. Commerce) ab. Im Anschluss absolvierte er ein postgraduales Studium der Rechtswissenschaften an der Universität Ottawa.
Nach Beendigung des Studiums war Bernier in der Privatwirtschaft tätig und zuletzt von 2003 bis 2005 Vizepräsident für Firmenangelegenheiten des Versicherungsunternehmens Standard Life of Canada. Darüber hinaus war er zeitweise Vizepräsident des Montreal Economic Institute. 2006 begann er seine nationale politische Laufbahn für die Konservative Partei mit der Wahl zum Mitglied des Unterhauses. Dort vertritt er seither den Wahlkreis Beauce.
Unmittelbar nach der Wahl wurde Bernier am 6. Februar 2006 von Premierminister Stephen Harper zum Industrieminister in das 28. Kabinett berufen. Nach einer Regierungsumbildung wurde er am 14. August 2007 Nachfolger von Außenminister Peter MacKay und bekleidete dieses Amt bis zu seinem Rücktritt am 26. Mai 2008. Während seiner Zeit als Außenminister war er auch Bevollmächtigter Minister für frankophone Kanadier. Nachfolger als Außenminister wurde der bisherige Minister für internationalen Handel, David Emerson. Grund von Berniers Rücktritt war ein Skandal um seine frühere Geliebte Julie Couillard, die Verbindungen zu den Hells Angels hatte und in deren Haus er geheime NATO-Unterlagen zurückgelassen hatte.
Trotz dieser Umstände wurde Bernier bei der Unterhauswahl am 14. Oktober 2008 wiedergewählt. Seit Januar 2009 ist er Vorsitzender des Ständigen Unterhausausschusses für Nationale Verteidigung.
Bernier kandidierte für die Parteiführung der Konservativen Partei Kanadas in 2017 und verlor gegen Andrew Scheer. Im August 2018 trat Bernier aus der Konservativen Partei aus um seine eigene Partei zu kreieren, da er mit der Parteiführung von Scheer nicht einverstanden war. Er gründete die Volkspartei Kanadas (People’s Party of Canada) im September 2018.